# Suore di Nostra Signora del Carmelo
Le Suore di Nostra Signora del Carmelo sono un istituto religioso femminile di diritto pontificio: i membri di questa congregazione pospongono al loro nome la sigla S.N.S.C.

## Storia

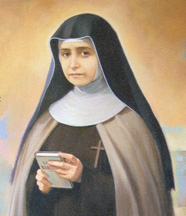
Maria Teresa Scrilli, fondatrice della congregazione

La congregazione fu fondata a Montevarchi da Maria Teresa Scrilli (1825-1889). Terziaria carmelitana, nel 1852 il confaloniere del comune le aveva affidato la direzione della scuola normale leopoldina della città: con l'approvazione del vescovo di Fiesole Francesco Bronzuoli, il 15 ottobre 1854 la Scrilli, insieme ad alcune compagne, vestì l'abito carmelitano e aprì una scuola per le fanciulle povere della città, dando inizio alla nuova famiglia religiosa.
Il 27 maggio 1855 il sodalizio ottenne l'approvazione civile del granduca di Toscana; soppressa nel 1860, la congregazione fu restaurata nel 1875, quando l'arcivescovo Eugenio Cecconi concesse alle suore di aprire una scuola e un convitto a Firenze.
Le costituzioni delle Suore di Nostra Signora del Carmelo vennero approvate ad experimentum dal cardinale Alfonso Maria Mistrangelo e il 29 gennaio 1929 le religiose vennero riconosciute come congregazione di diritto diocesano; l'istituto, aggregato all'Ordine Carmelitano dal 31 marzo 1929, ricevette il pontificio decreto di lode il 27 febbraio 1933 e le sue costituzioni vennero approvate definitivamente dalla Santa Sede il 2 luglio 1933.
La fondatrice è stata beatificata l'8 ottobre 2006.

## Attività e diffusione
Le Suore di Nostra Signora del Carmelo si dedicano prevalentemente all'istruzione e all'educazione cristiana della gioventù; prestano anche servizio come infermiere negli ospedali.
Oltre che in Italia, sono presenti in Brasile, Canada, Repubblica Ceca, Filippine, India, Indonesia, Israele,  Polonia, Stati Uniti d'America: la sede generalizia è a Roma.
Al 31 dicembre 2005 l'istituto contava 240 religiose in 43 case.